# NGC 398
NGC 398 je galaksija u zviježđu Ribe.

## Vanjske poveznice
- SEDS: NGC 398